# The Crucible of Man (Something Wicked Part II)
The Crucible of Man (Something Wicked Part II) è un album della thrash metal band Iced Earth.

## Il disco
In questo disco si ha il ritorno alla voce di Matt Barlow, che aveva lasciato la band nel 2003 in seguito agli avvenimenti dell'11 settembre 2001.
Come il disco precedente, anche questo è un concept album, e riprende la storia proprio da dove si era interrotta nell'ultima traccia di Framing Armageddon.
Lo stile di quest'album si rivela però ben diverso dal suo predecessore.
L'aggressività della voce di Barlow è palpabile ed i riffoni di Schaffer accompagnano potenti tutto l'album con un ritmo incalzante che viene a mancare ben poche volte.
Si tratta di un ritorno al passato, i cori gregoriani sono rimasti ma ricordano molto di più Dante's Inferno piuttosto che i Blind Guardian.
Le canzoni suonate dal vivo nel tour 2008/2009 sono Behold the Wicked Child e I Walk Alone.

## Tracce
1. In Sacred Flames - 1:29
2. Behold the Wicked Child - 5:38
3. Minions of the Watch - 2:06
4. The Revealing - 2:40
5. A Gift of a Curse - 5:34
6. Crown of the Fallen - 2:49
7. The Dimensional Gauntlet - 3:12
8. I Walk Alone - 4:00
9. Harbringer of Fate - 4:43
10. Crucify the King - 5:36
11. Sacrificial Kingdoms - 3:58
12. Something Wicked (Part 3) - 4:32
13. Divide and Devour - 3:15
14. Come What May - 7:24
15. Epilogue - 2:21

## Formazione
- Jon Schaffer - chitarra ritmica, solista e acustica
- Matt Barlow - voce solista
- Brent Smedley - batteria
- Troy Seele - chitarra solista
- Freddie Vidales - basso

## Formazione del tour
- Jon Schaffer - Chitarre, Backing vocals
- Matt Barlow - Voce solista
- Brent Smedley - Batteria
- Freddie Vidales - Basso
- Troy Seele - Chitarra solista